# 皱叶柳叶箬
皱叶柳叶箬（学名：Isachne truncata var. crispa）为禾本科柳叶箬属下的一个变种。

## 扩展阅读
- 維基物種上的相關：皱叶柳叶箬